# Чіланум
Чіланум — традиційний індійський кинджал.

## Історія
Чіланум є типово індійським кинджалом, що був особливо популярним у маратхів і в Непалі, але також застосовувався у XVI—XVII сторіччях в імперії Віджаянагар. У могольському трактаті XVI сторіччя «Айн-і-Акбарі» чіланум згаданий під назвою кхапва, хоча деякі дослідники вважають, що кхапва і чіланум є різними видами кинджалів.

## Опис
Клинок обоюдогострий, викривлений, інколи з подвійним вигином. Клинок може бути як вузьким, так і дуже широким, зустрічаються зразки з подвійним (роздвоєним) клинком. Поверхня клинка зазвичай має багато вузьких долів, є зразки з наскрізними долами, або ж по центру клинка розташоване ребро жорсткості. Клинок та ефес зазвичай виковувані з одного шматку сталі. Ефес має два основних варіанта форми: перша — гарда і навершя дископодібної форми, друга — і гарда, і навершя виконані у вигляді двох дугоподібних деталей, на наверші між ними розміщена шишечка. Така ж шишечка є і на дископодібних навершях. Руків'я тонке, зазвичай з округлим розширенням у центрі. Інколи ефес має захисну дужку, яка може відходити як від гарди, так і від навершя.

Варіанти конструкції та оформлення чіланума
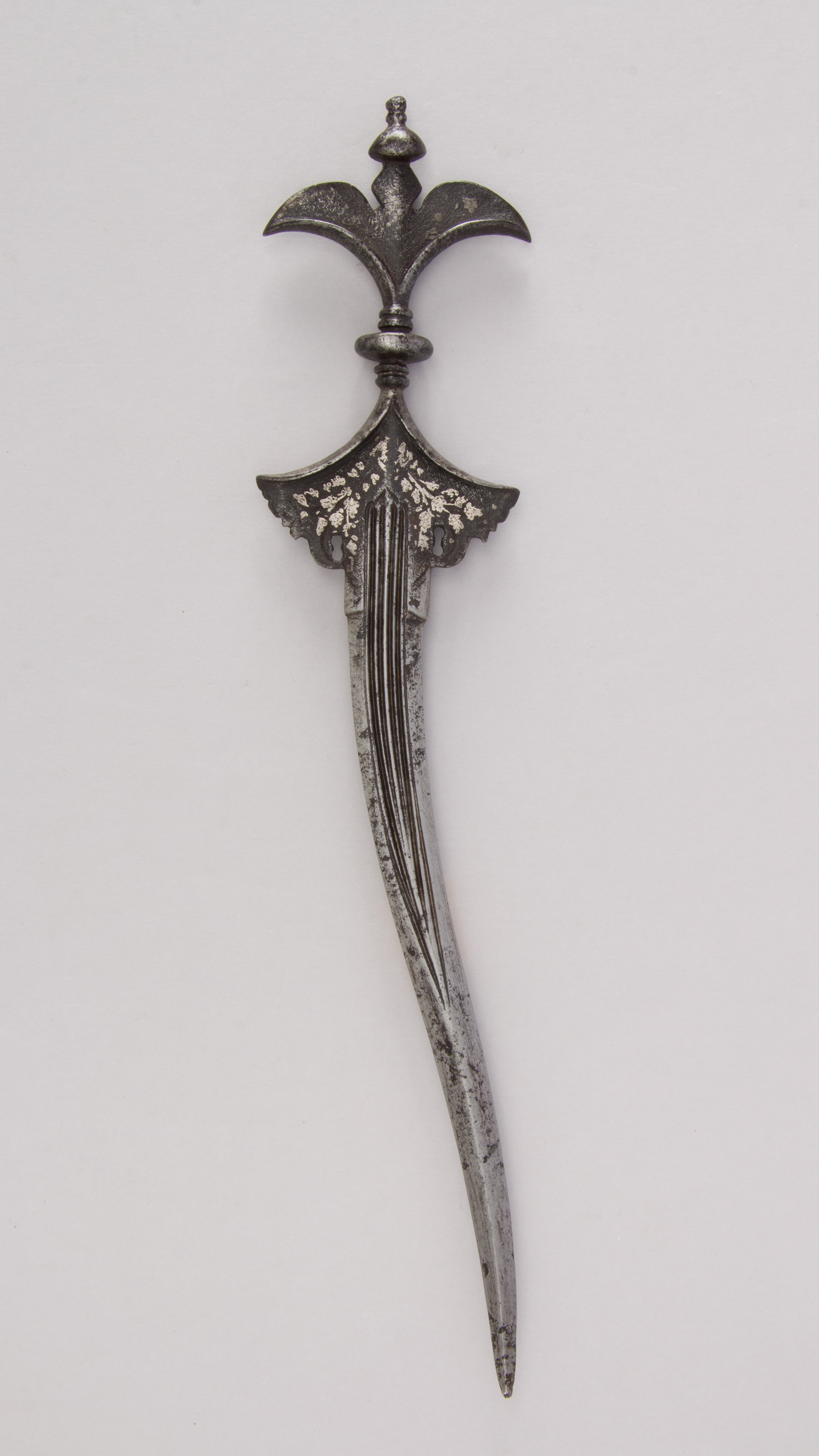
З вузьким клинком
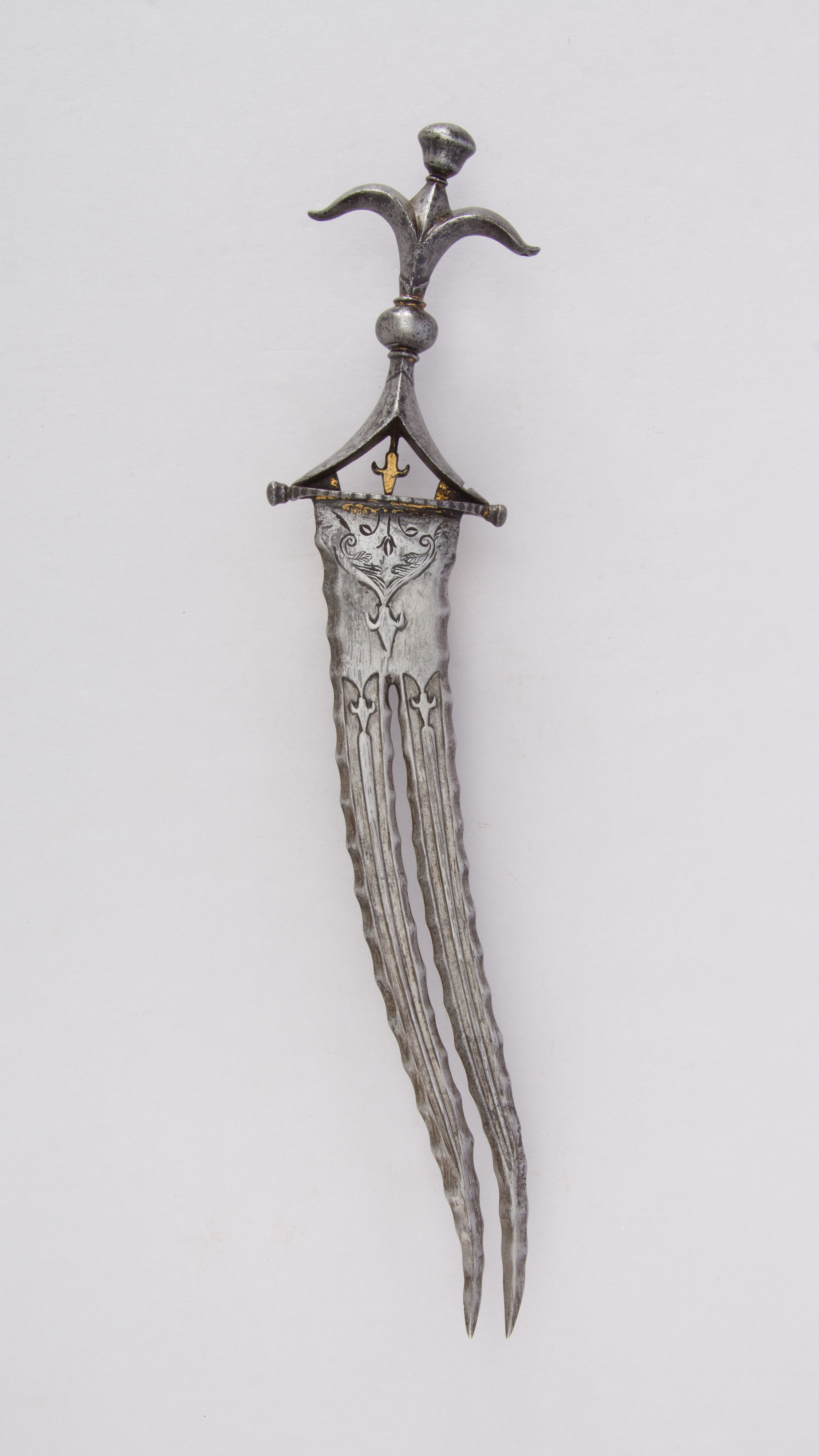
З подвійним клинком
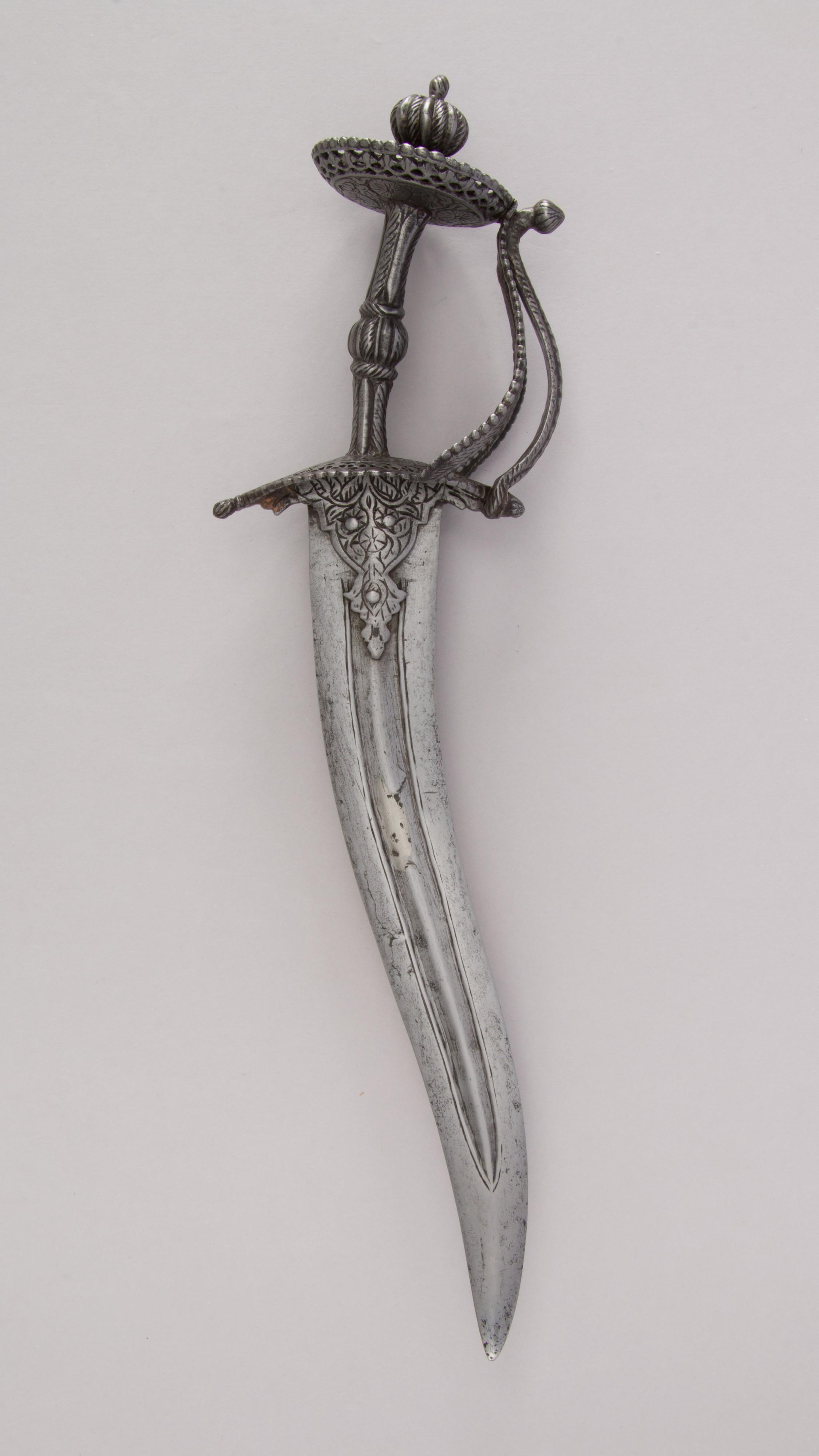
З дископодібним ефесом
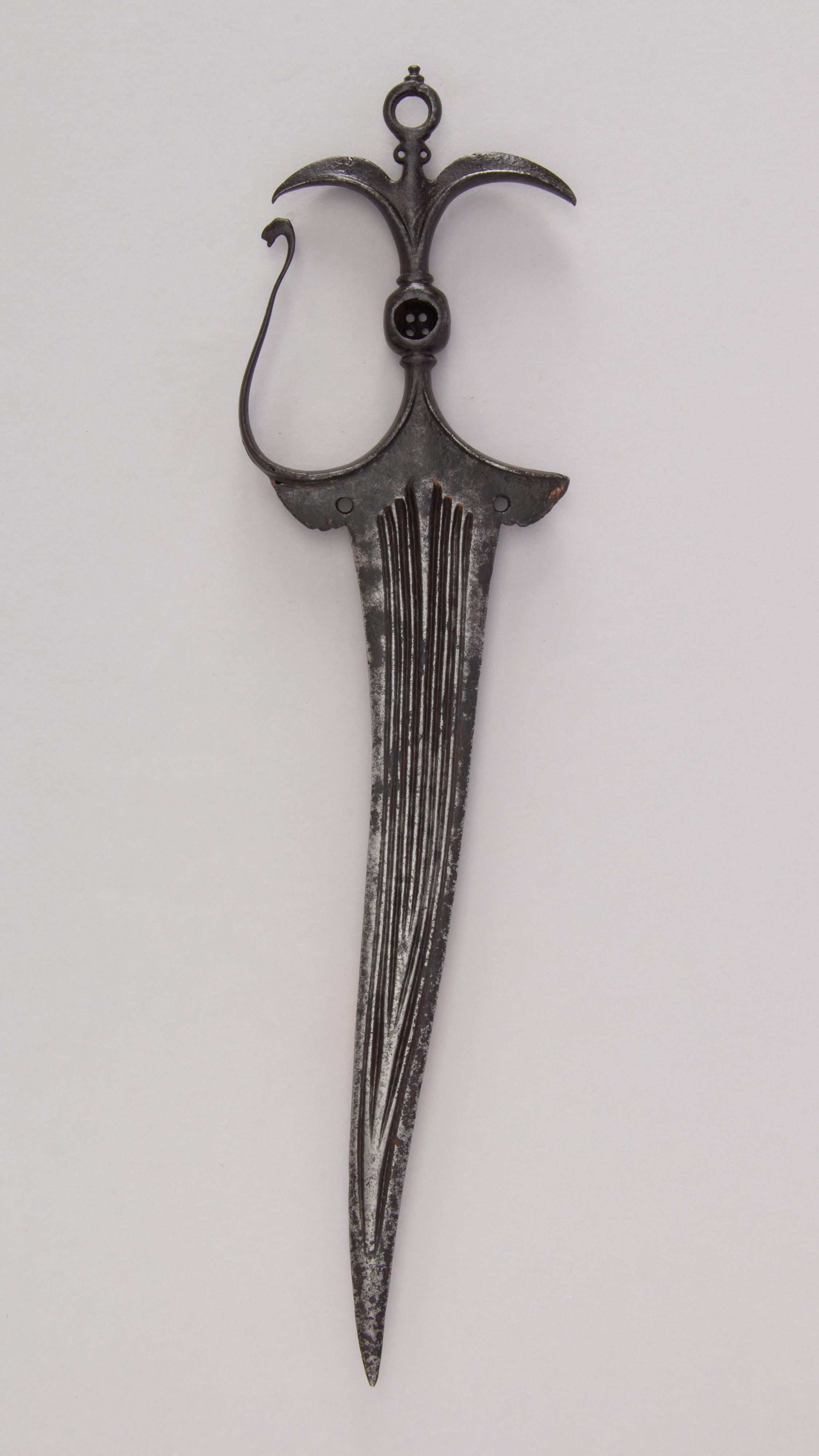
Захисна дужка, що відходить від гарди
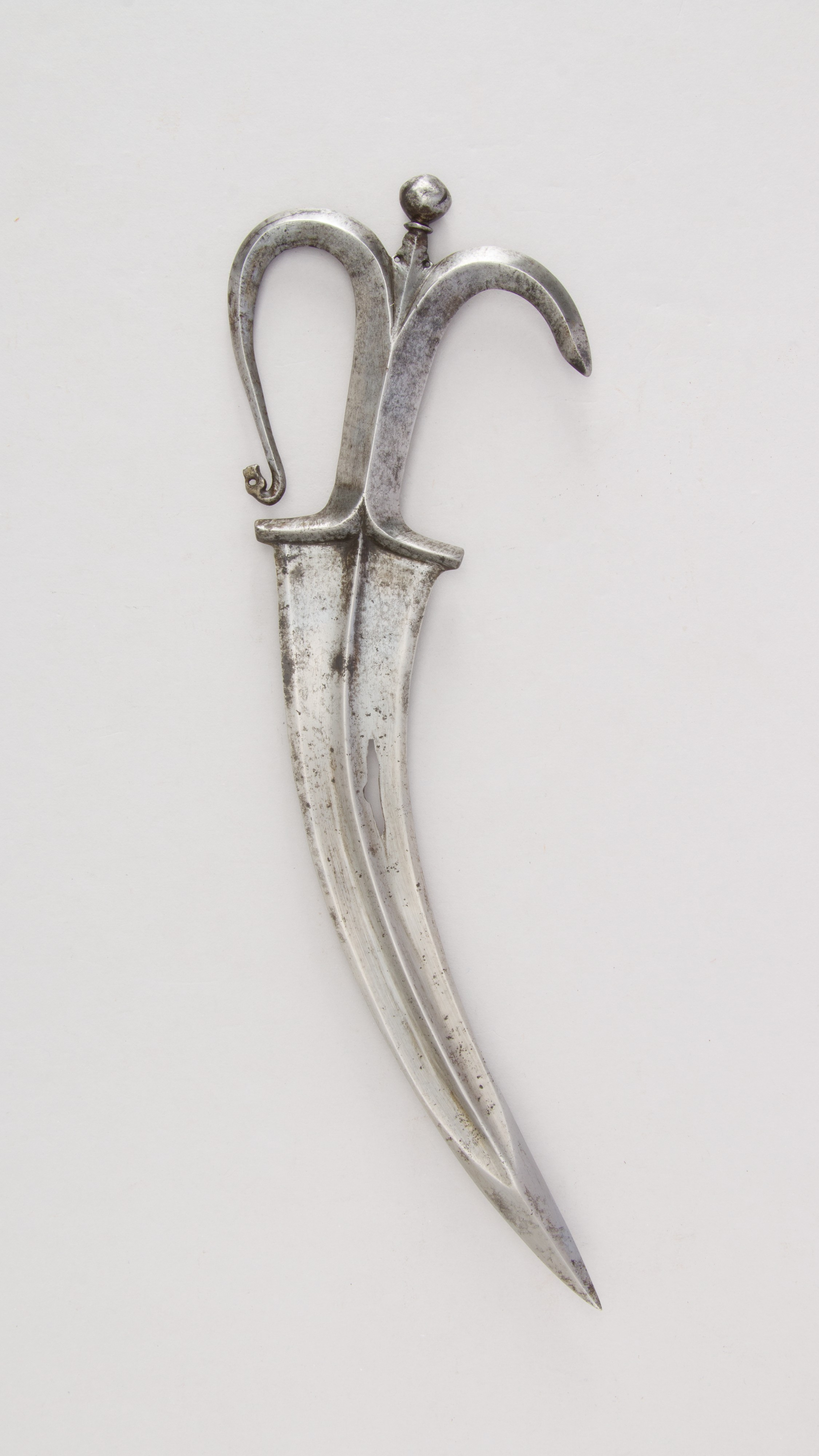
Захисна дужка, що відходить від навершя
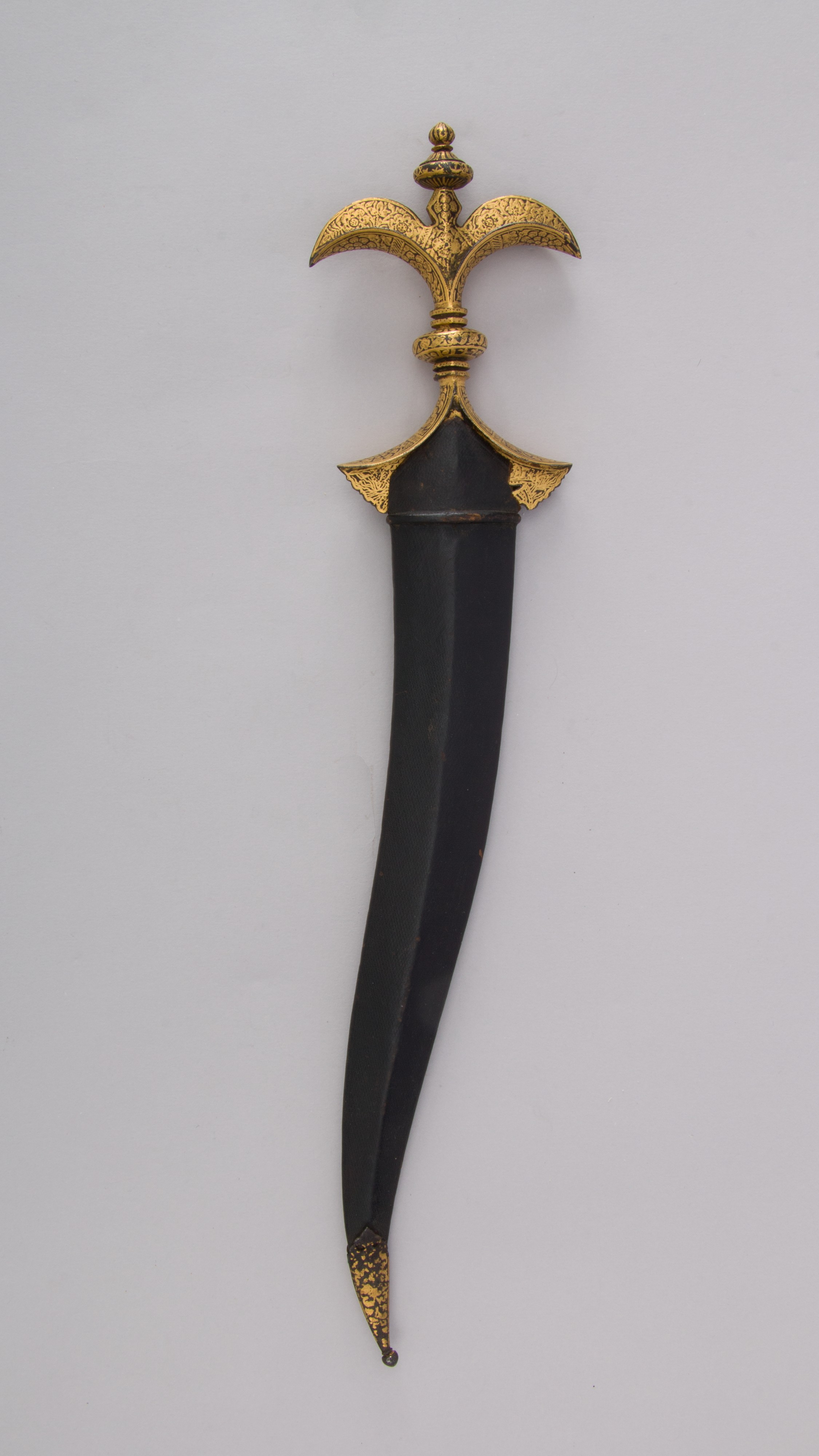
З декорованим ефесом

## Чіланум і ханджарлі
|         |  |           |
| Чіланум |  | Ханджарлі |

Чіланум дуже схожий з кинджалом ханджарлі, який ймовірно, походить саме від чіланума. Різниця між чіланумом і ханджарлі полягає в тому, що клинок ханджарлі завжди має подвійний вигин, він зазвичай коротше і сильніше вигнутий ніж клинок чіланума. Також ханджарлі має іншу форму ефеса — з великим грибоподібним навершям, руків'я зазвичай без розширення в центрі, типового для чіланума. Ефес ханджарлі зроблений з іншого матеріалу, а не виковуваний з того ж шматка сталі, що і клинок.